# Deoksiriboza
Deóksiribóza je riboza, pri kateri je ena od hidroksilnih skupin zamenjana z atomom vodika. Običajno je mišljena v naravi prisotna 2-deoksiriboza oziroma natančneje 2-deoksi-D-riboza. Ta se nahaja v strukturi deoksiribonukleinskih kislin, deoksiribonukleotidov in deoksiribonukleozidov.

## Zgradba
2-deoksiriboza je aldopentoza, ki ima na svojem drugem ogljikovem atomu v primerjavi z ribozo hidroksilno (OH–) skupino zamenjano z vodikovim (H–) atomom.
Sicer se lahko samo poimenovanje nanaša na dva enantiomera: biološko pomembno D-2-deoksiribozo ter njeno redko pojavljajočo se zrcalno sliko L-2-deoksiribozo.
V vodni raztopini deoksiriboza obstaja kot mešanica treh oblik: linearne oblike H-(C=O)-(CH2)-(CHOH)3-H in dveh obročnih oblik, deoksiribofuranoze ("C3'-endo") s petčlenskim obročem in deoksipiranoze ("C2'-endo") s šestčlenskim obročem. Slednja oblika prevladuje (medtem ko pri ribozi prevladuje C3'-endo-oblika). 

## Biološki pomen
2-deoksiriboza ima pomembno biološko vlogo, saj je sestavni del DNK. Molekula DNK (deoksiribonukleinska kislina), ki je poglavitna nosilka dednih informacij v živem svetu, sestoji iz dolgih verig deoksiribozo vsebujočih nukleotidov, povezanih med seboj s fosfatnimi skupinami. Nukleotid v DNK je sestavljen iz deoksiriboze in organske baze (adenin, timin, gvanin ali citozin), ki je vezana nanjo preko 1'-ogljikovega atoma 1' deoksiriboze.  5'-hidroksilna skupina na deoksiribozni enoti je zamenjana s fosfatom, ki je povezan na 3'-ogljik sosednje deoksiriboze. 